# Maquiszanger
De maquiszanger (Scotocerca inquieta) is een kleine zangvogel die uiterlijk lijkt op de gestreepte prinia die echter niet behoort tot dezelfde familie, maar de enige soort is van de familie Scotocercidae.

## Kenmerken
De maquiszanger is een klein, licht zandkleurig vogeltje met een lange donkere staart. Inclusief staart is de vogel 10 tot 11 cm lang. Het is een rusteloze actieve vogel die vaak zijn staart recht omhoog houdt. Kenmerkend is de zwarte oogstreep en witte wenkbrauwstreep daar direct boven.

## Verspreiding en leefgebied
De maquiszanger komt voor in Noord-Afrika en een groot deel van het Midden-Oosten. Het is een vogel van droge, stenige steppen met verspreid struikgewas en pollen gras.
De soort telt 8 ondersoorten:
- S. i. theresae: Mauritanië en zuidwestelijk en centraal Marokko.
- S. i. saharae: van oostelijk Marokko tot Libië.
- S. i. inquieta: van noordoostelijk Libië tot noordwestelijk Arabië.
- S. i. grisea: westelijk Saoedi-Arabië, oostelijk Jemen en Oman.
- S. i. buryi: zuidelijk Saoedi-Arabië en westelijk Jemen.
- S. i. montana: Iran, zuidelijk Turkmenistan, zuidelijk Tadzjikistan en Afghanistan.
- S. i. platyura: Kazachstan, Oezbekistan, noordelijk Turkmenistan en zuidwestelijk Tadzjikistan.
- S. i. striata: het zuidelijke deel van Centraal-Irak, zuidelijk Iran, zuidelijk Afghanistan en Pakistan.

## Status
De maquiszanger heeft een enorm groot verspreidingsgebied en daardoor alleen al is de kans op uitsterven uiterst gering. De grootte van de populatie is niet gekwantificeerd. Er is aanleiding te veronderstellen dat de soort in aantal achteruit gaat. Echter, het tempo ligt onder de 30% in tien jaar (minder dan 3,5% per jaar). Om deze redenen staat de maquiszanger als niet bedreigd op de Rode Lijst van de IUCN.